# Venevere (Laekvere)
Venevere – wieś w Estonii, w prowincji Virumaa Zachodnia, w gminie Laekvere.